# Havaianas

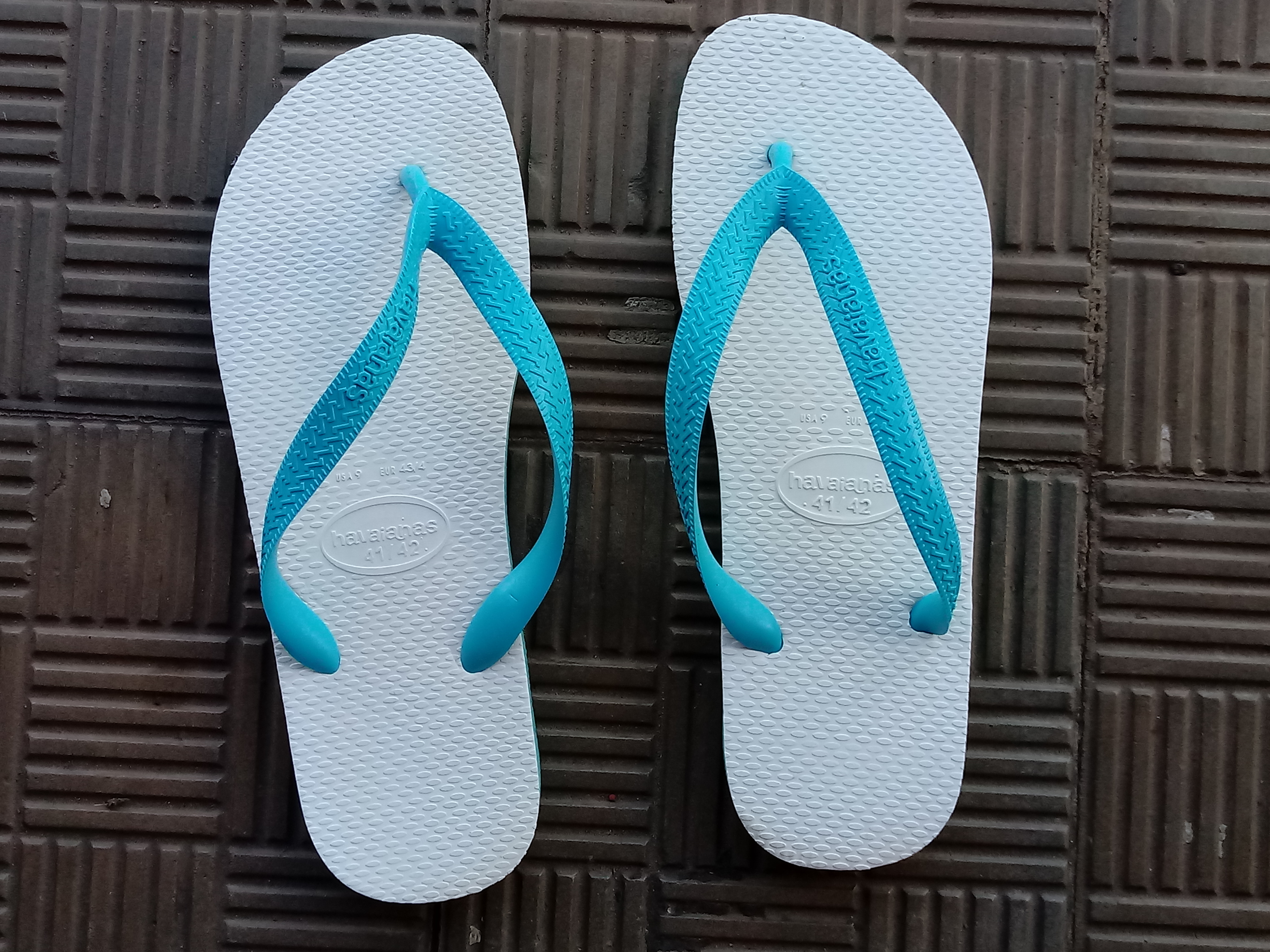

Havaianas — бразильський бренд шльопанків, створений і запатентований у 1962 році. Наразі він належить бразильській виробничій компанії Alpargatas SA. Назва Havaianas походить від жіночого роду португальського слова, що означає «Гавайці», а візерунок на підошвах босоніжок нагадує солом’яні підошви японських сандалій зорі. 
Завдяки своїй простоті та низькій ціні сандалі швидко стали популярними серед найнижчих соціальних верств Бразилії.  Наразі бренд контролює 80% ринку бразильських гумових тапочок. 